# Isaque Comneno (filho de Aleixo I)
Isaque Comneno (em grego: Ἰσαάκιος Κομνηνός; romaniz.: Isaakios Komnēnos; 16 de janeiro de 1093 - após 1152) foi o terceiro filho do imperador bizantino Aleixo I Comneno (r. 1081–1118) e da imperatriz Irene Ducena. Foi elevado ao título de sebastocrator por seu irmão mais velho João II Comneno, mas depois Isaque foi exilado por João por vários anos. Durante a luta de sucessão de João em 1143, apoiou a candidatura fracassada de seu sobrinho, também chamado Isaque, em detrimento do jovem Manuel I. Alguns anos depois, foi forçado a se retirar para um mosteiro por Manuel. Isaque era conhecido por sua erudição e seu patrocínio da aprendizagem.

## Vida
Isaque era irmão do imperador João II Comneno e da historiadora Ana Comnena. A Isaque foi dada a dignidade de césar por seu pai. Durante e após a sucessão de João II em 1118, Isaque apoiou seu irmão mais velho contra as intrigas da imperatriz-viúva Irene e sua irmã Ana, que favoreceram a candidatura do marido de Ana, Nicéforo Briênio, o Jovem. Em retorno, João II elevou Isaque à dignidade de sebastocrator, considerada como quase igual ao imperador. Em contraste com seu irmão, que esteve principalmente engajado em guerras durante seu reinado, Isaque foi um estudioso e patrono da aprendizagem. É conhecido por ter composto e compilado poesias, e às vezes identificado como o escritor chamado "Isaque Comneno, o porfirogênito", que compôs três tratados filosóficos baseados em Proclo e duas obras comentário sobre Homero.
Em cerca de 1130 (e possivelmente tão cedo quanto 1122), contudo, João e Isaque tornaram-se distante, e Isaque foi forçado a fugir de Constantinopla com seus filhos durante seis anos, depois de uma suposta conspiração. Isaque encontrou refúgio na corte do emir Gazi Gumusteguim em Melitene. Durante este tempo, também realizou uma peregrinação à Terra Santa. De seu exílio, Isaque procurou criar uma ampla aliança com outros governantes contra o seu irmão, incluindo os turcos seljúcidas de Icônio, o independente príncipe Constantino Gabras de Trebizonda, o Reino Armênio da Cilícia e o Reino de Jerusalém. Esta coalizão não se materializou, no entanto, e ele foi forçado a buscar reconciliação com seu irmão em 1136. Logo após, em 1139, o filho mais velho de Isaque, João, novamente derrotou os turcos. Neste momento ou um pouco depois, Isaque foi banido com uma precaução para Heracleia Pôntica.
Pouco antes da morte de João II em 1143, ele havia designado seu quarto e mais jovem filho Manuel como seu herdeiro sobre o seu terceiro (e mais velho) filho, o sebastocrator Isaque. Consequentemente, a sucessão de Manuel não foi imediatamente segura. Nesta luta pelo trono, o irmão de João II deu suporte para o Isaque, mas no caso, Manuel conseguiu tomar o trono. Apesar de seu fracasso, em 1145-1146, de acordo com o historiador contemporâneo João Cinamo, Isaque tentou tirar proveito das dificuldades de Manuel para usurpar o tropo imperial para si.
Após 1150, Manuel forçou seu tio a aposentar-se de sua vida pública, e em 1151/1152, Isaque fundou o mosteiro cenobita de Cosmosotira ("Salvador do Mundo") em Feras. O monastério foi construído como residência e local de repouso; Isaque escreveu o típico do monastério sobre si mesmo, deixando propriedades extensivas, incluindo aldeias inteiras e castelos para o mosteiro na Trácia. Isaque também é descrito na Igreja de São Salvador em Chora em Constantinopla, que reconstruiu. A Igreja de São Salvador também foi o local inicial do túmulo de Isaque, antes de ele o transferir para o mosteiro de Cosmosotira.

## Família
Isaque Comneno foi casado com Irene, que pode ter sido também a filha de Volodar de Premíslia ou Cata, uma filha de Davi IV da Geórgia. Seus filhos foram:
- João Tzelepes Comneno (após 1114 - 1145), notório estudiosos que desertou em nome dos turcos e converteu-se ao islamismo. Casou-se duas vezes, a primeira com uma mulher de nome desconhecido, a segunda com a filha do sultão Maçude I.
- Andrônico Comneno (1123/1124 - 12 de setembro de 1185), futuro imperador Andrônico I Comneno (r. 1183–1185).[14]
- [Maria] Comnena, casada com José Briênio.
- Ana Comnena, casada com José Arbanteno.